# جيمس أدلر
جيمس أدلر (بالإنجليزية: James Adler)‏ هو عازف بيانو وملحن أمريكي، ولد في 19 نوفمبر 1950 في شيكاغو في الولايات المتحدة.

## وصلات خارجية
- جيمس أدلر على موقع ميوزك برينز (الإنجليزية)
- جيمس أدلر على موقع أول ميوزيك (الإنجليزية)
- جيمس أدلر على موقع ديسكوغز (الإنجليزية)